# Nathanacris
Nathanacris is een geslacht van rechtvleugeligen uit de familie veldsprinkhanen (Acrididae). De wetenschappelijke naam van dit geslacht is voor het eerst geldig gepubliceerd in 2004 door Willemse & Ingrisch.

## Soorten
Het geslacht Nathanacris  is monotypisch en omvat slechts de volgende soort:
- Nathanacris quadrimaculata (Willemse & Ingrisch, 2004)